# Erik Overgaard Pedersen
Erik Overgaard Pedersen (født 29. april 1950 i Gråsten) er en dansk dr.phil., historiker, forfatter, oversætter og lærer, som har skrevet bøger om blandt andet Dansk Vestindien og Besættelsen.
Erik Overgaard Pedersen er uddannet cand.mag. i historie og engelsk fra Aarhus Universitet. Desuden har han en MA og doktorgrad i historie, begge fra Princeton University i USA .
Han har indtil 2009 undervist på den prestigefyldte IB-skole Red Cross Nordic United World College i Norge. Fra sommeren 2009 underviser han i engelsk på det danske gymnasium i Flensborg, Duborg-Skolen. Han har siden vendt tilbage til Red Cross Nordic United World College.

## Udgivelser
- I ørnens klo – fire mænd fra det danske mindretal beretter om deres oplevelser i tysk krigstjeneste under Anden Verdenskrig
- Ung i gamle dage – Ung pige i huset – Fire Vestjyder Fortæller
- Sort oprør – borgerretsopstanden i Atlanta 1960-1961 samt Martin Luther King, Jr., John F. og Robert Kennedys roller
- Sorte skæbner – Autentiske Slaveberetninger Fra Det 18. Og 19. Århundrede
- Booker T. Washington – En Amerikansk Legende¤Fra Slavedreng Til De Sorte Amerikaneres Leder
- Ung i gamle dage – Hjordedreng og ung karl i gamle dage – Fire Vestjyder Fortæller
- Ung i gamle dage – Redningsfolk – Samtaler Med Fem Vestjyske Redningsfolk
- Ung i gamle dage – Fiskerungdom og fiskere – Samtaler Med Fire Vestjyder
- Ung i gamle dage – Håndværkerlærling og ung svend – Tre Vestjyder Fortæller
- Ung i gamle dage – Fire Vestjyder Fortæller